# Giovanni Battista Spazzi
Giovanni Battista Spazzi (Lanzo d'Intelvi, 1745 – ?, dopo il 1797) è stato uno scultore italiano attivo in Sardegna nella seconda metà del XVIII secolo.

## Biografia
Non si conoscono con certezza le origini di Spazzi, ma è probabile che appartenesse alla famiglia di artisti della Valle d'Intelvi, nel comasco, nota per aver prodotto numerosi scultori e architetti attivi in Italia e in Europa. La sua attività documentata si concentra in Sardegna tra il 1791 e il 1797. Nel 1791 gli furono commissionati due altari marmorei per la chiesa di nostra Signora delle Grazie di Sanluri. Le strutture furono collocate nei cappelloni laterali nel 1794. I lavori vennero successivamente completati nel 1828 da Ceccardo Franchi e Francesco Cucchiari.

## Opere
Le opere attribuite o documentate includono:
- Altare maggiore in marmo della chiesa di San Lorenzo a Villanovafranca e le statue di San Pietro e San Lorenzo (attribuite)[3];
- Due altari laterali nella chiesa di Nostra Signora delle Grazie (Sanluri), commissionati nel 1791;
- Fonte battesimale nella chiesa parrocchiale di Siddi realizzato nel 1793 (attribuito)[4];
- Balaustrata di altare della chiesa di Lunamatrona (attribuito)[5];
- Altare maggiore della chiesa di San Francesco di Paola (Cagliari), realizzata intorno al 1793;
- Altare maggiore e balaustrata chiesa di Cabras (bottega)[6][7]
- Altare maggiore della Chiesa del Carmine, Oristano[2]